# Liste des châteaux de Lot-et-Garonne
Voici une liste des châteaux de Lot-et-Garonne, département du sud-ouest de la France. Elle ne présente pas un caractère exhaustif.

## Liste

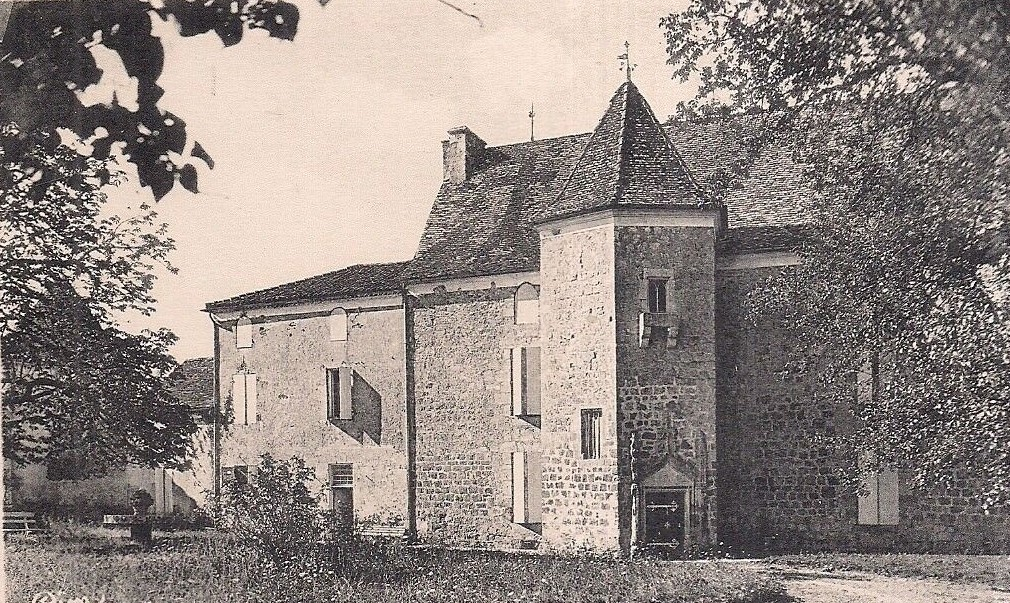

| Icône            | Signification    | Abréviations             | Abréviations                  | Abréviations             | Abréviations           |
| ---------------- | ---------------- | ------------------------ | ----------------------------- | ------------------------ | ---------------------- |
| Château fort     | Château fort     | = Bastide                | = Ferme fortifiée             | = Maison forte           | = (Néo-)Palladianisme  |
| Renaissance      | Renaissance      | = Château gascon         | = Folie (montpelliéraine)     | = Manoir, Gentilhommière | = Résidence épiscopale |
| Domaine viticole | Domaine viticole | = Classicisme, classique | = Forteresse, fort(ification) | = Maison (noble)         | = Style Beaux-Arts     |
| Palais           | Palais           | = Commanderie            | = Gothique (flamboyant)       | = Néo-baroque            | = Style Second Empire  |
| Ruine ou disparu | Ruine, disparu   | = Château pinardier      | = Hôtel particulier           | = Néo-classique          | = Style italianisant   |
|                  |                  | = Demeure seigneuriale   | ... = Style Louis XII...XVI   | = Néo-gothique           | = Style troubadour     |
|                  |                  | = Éclectisme             | = Logis (seigneurial)         | = Néo-Renaissance        | = Villa (de Nice)      |
| Baroque, rococo  | Baroque, rococo  | = Édifice religieux      | = Motte castrale/féodale      | = Pavillon de chasse     | = Styles du XXe siècle |

| Type                                                               | Château                                       | Commune                   | Protection                                                                                                   | Notes                                                             | Coordonnées                 | Illustration |
| ------------------------------------------------------------------ | --------------------------------------------- | ------------------------- | --- | ----------------------------------------------------------------- | --------------------------- | ------------ |
| Style Louis XVI                                                    | Château d'Aiguillon                           | Aiguillon                 | Inscrit MH (1925, 1951) · Notice no PA00084059 · Notice no IA47000849 · Notice no IA47000976                 | XVIIIe siècle                                                     | 44° 17′ 53″ N, 0° 20′ 14″ E |              |
| Château fort · Ruine ou disparu                                    | Château d'Allemans-du-Dropt                   | Allemans-du-Dropt         | Inscrit MH (1984) · Notice no PA00084064                                                                     | XIIIe et XVIIe siècles                                            | 44° 37′ 30″ N, 0° 17′ 22″ E |              |
| Château fort                                                       | Château d'Ambrus                              | Ambrus                    | Inscrit MH (1988) · Notice no PA00084065 · Notice no IA47001156                                              | XIIIe siècle, XVIIe et XIXe siècles                               | 44° 13′ 48″ N, 0° 14′ 51″ E |              |
| Renaissance                                                        | Château d'Andiran                             | Andiran                   | Notice no IA47000006                                                                                         | Moyen Âge, XVIe et XIXe siècles                                   | 44° 05′ 53″ N, 0° 16′ 38″ E |              |
| Maison forte                                                       | Maison forte d'Auzac                          | Lannes                    | Notice no IA47001467                                                                                         | Moyen Âge, XVIe et XIXe siècles                                   | 44° 00′ 48″ N, 0° 19′ 17″ E |              |
| Commanderie                                                        | Tour d'Avance                                 | Fargues-sur-Ourbise       | Inscrit MH (1967) · Notice no PA00084117 · Notice no IA47001151                                              | XIIIe et XIVe siècles, XVIe et XVIIe siècles, Hospitaliers        | 44° 12′ 04″ N, 0° 08′ 39″ E |              |
| Renaissance                                                        | Château de Barbaste                           | Barbaste                  | Inscrit MH (1977) · Notice no PA00084069 · Notice no IA47000341                                              | XVIe et XVIIe siècles                                             | 44° 10′ 11″ N, 0° 17′ 15″ E |              |
| Château fort · Résidence épiscopale                                | Château de Bazens                             | Bazens                    | Inscrit MH (1935) · Notice no PA00084072 · Notice no IA47000875                                              | XIVe et XVe siècles, XVIe siècle                                  | 44° 15′ 49″ N, 0° 25′ 22″ E |              |
| Château fort · Renaissance                                         | Château de Beauville                          | Beauville                 | Inscrit MH (2006) · Notice no PA00084075                                                                     | XIIIe siècle, XVIe et XVIIe siècles                               | 44° 16′ 45″ N, 0° 52′ 42″ E |              |
| Renaissance                                                        | Château de Bégué                              | Lannes                    | Notice no IA47001395                                                                                         | Moyen Âge, XVIe et XVIIe siècles                                  | 44° 02′ 20″ N, 0° 17′ 01″ E |              |
| Château fort · Ruine ou disparu                                    | Château de Birac                              | Birac-sur-Trec            | Inscrit MH (1993) · Notice no PA00125249 · Notice no IA00025868                                              | Moyen Âge, XVIe siècle                                            | 44° 29′ 29″ N, 0° 16′ 34″ E |              |
| Château fort                                                       | Château de Blanquefort-sur-Briolance          | Blanquefort-sur-Briolance | Inscrit MH (2008) · Notice no PA00084077 · Notice no IA47000517                                              | XIIe et XIIIe siècles, XVe et XVIIe siècles                       | 44° 35′ 58″ N, 0° 58′ 11″ E |              |
| Château fort · Manoir, gentilhommière                              | Château de Boisverdun                         | Tombebœuf                 | Notice no IA47002049 Notice no IA47002059                                                                    | XIIIe et XVe siècles, XVIe et XIXe siècles, Photos                | 44° 31′ 11″ N, 0° 26′ 41″ E |              |
| Château fort · Ruine ou disparu                                    | Château de Bonaguil                           | Saint-Front-sur-Lémance   | Classé MH (1914, 1963) · Notice no PA00084226 · Notice no IA47000632                                         | XIIIe et XVe siècles, XVIe siècle                                 | 44° 32′ 17″ N, 1° 00′ 52″ E |              |
| Classicisme, classique                                             | Château de Bonrepos (de Monrepos)             | Villeneuve-sur-Lot        | Classé MH (2008) · Notice no PA31000036 · Notice no IA31010008 · Notice no IA31010223 · Notice no IA31010218 | XVIIe et XVIIIe siècles                                           | 43° 40′ 34″ N, 1° 37′ 33″ E |              |
| Château fort · Style Louis XIV                                     | Château du Bosc                               | Masquières                | Inscrit MH (1952) · Notice no PA00084166 · Notice no IA47002518                                              | Moyen Âge, XVIe et XVIIe siècles, XVIIIe siècle                   | 44° 24′ 04″ N, 1° 01′ 43″ E |              |
| Château fort · Renaissance                                         | Château du Bournac                            | Nérac                     | Classé MH (1984) · Inscrit MH (1984) · Notice no PA00084191 · Notice no IA47000029                           | Moyen Âge, XVIe et XVIIe siècles, XIXe et XXe siècles             | 44° 09′ 16″ N, 0° 19′ 27″ E |              |
| Classicisme, classique                                             | Château du Bousquet                           | Clermont-Dessous          | Inscrit MH (2013) · Notice no PA47000086                                                                     | XVIIIe et XIXe siècles                                            | 44° 14′ 31″ N, 0° 26′ 17″ E |              |
| Maison forte · Château fort · Renaissance · Classicisme, classique | Château de Buzet-sur-Baïse                    | Buzet-sur-Baïse           | Inscrit MH (1989) · Classé MH (1991) · Notice no PA00084084 · Notice no IA47001051 · Notice no IA47001094    | XIIIe et XIVe siècles, XVe et XVIe siècles, XVIIe et XIXe siècles | 44° 15′ 02″ N, 0° 17′ 38″ E |              |
|                                                                    | Manoir Cabirol                                | Saint-Pastour             | |                                                                   |                             |              |
|                                                                    | Château de Canabazès                          | Lacaussade                | |                                                                   |                             |              |
|                                                                    | Château de Calonges                           | Calonges                  | |                                                                   |                             |              |
|                                                                    | Château de Castelgaillard                     | Allez-et-Cazeneuve        | | (en ruines)                                                       |                             |              |
|                                                                    | Château de Castelgaillard (Citerne de Magnac) | Penne-d'Agenais           | | en ruines                                                         |                             |              |
|                                                                    | Château de Castelnoubel                       | Bon-Encontre              | |                                                                   |                             |              |
|                                                                    | Château de Castillon-sur-Agen                 | Bon-Encontre              | | (détruit)                                                         |                             |              |
|                                                                    | Château de Cauderoue                          | Nérac                     | |                                                                   |                             |              |
| Néo-classique                                                      | Château de Caudouin                           | Roquefort                 | | XVIIIe siècle. Walygator Sud-Ouest                                | 44° 11′ 12″ N, 0° 34′ 29″ E |              |
|                                                                    | Château de Cauzac                             | Cauzac                    | |                                                                   |                             |              |
| Maison forte                                                       | Maison forte de Charrin                       | Moncrabeau                | | Moyen Âge, XVIIIe siècle                                          | 44° 01′ 46″ N, 0° 21′ 30″ E |              |
|                                                                    | Château de Clermont-Dessous                   | Clermont-Dessous          | |                                                                   |                             |              |
|                                                                    | Château de Clermont-Soubiran                  | Clermont-Soubiran         | |                                                                   |                             |              |
|                                                                    | Château de Combebonnet                        | Engayrac                  | |                                                                   |                             |              |
| Ruine ou disparu                                                   | Château de Cuzorn                             | Cuzorn                    | | XIIe siècle et XVe siècle                                         |                             |              |
|                                                                    | Château de Dolmayrac                          | Dolmayrac                 | |                                                                   |                             |              |
|                                                                    | Château de Douazan                            | Nérac                     | |                                                                   |                             |              |
|                                                                    | Château de Duras                              | Duras                     | |                                                                   |                             |              |
| Maison forte                                                       | Maison forte de Enferrus                      | Lannes                    | Notice no IA47001397                                                                                         | Moyen Âge, XVIe et XIXe siècles                                   | 44° 01′ 31″ N, 0° 16′ 20″ E |              |
|                                                                    | Château d'Escalup                             | Lamontjoie                | |                                                                   |                             |              |
|                                                                    | Tour d'Escoute                                | Penne-d'Agenais           | |                                                                   |                             |              |
|                                                                    | Tour d'Espiens                                | Espiens                   | |                                                                   |                             |              |
|                                                                    | Château de Fals                               | Fals                      | |                                                                   |                             |              |
|                                                                    | Donjon de Fauguerolles                        | La Croix-Blanche          | |                                                                   |                             |              |
|                                                                    | Château de Favols                             | Bias                      | |                                                                   |                             |              |
|                                                                    | Château de Ferrassou                          | Saint-Sylvestre-sur-Lot   | |                                                                   |                             |              |
|                                                                    | Château Ferrié                                | Penne-d'Agenais           | |                                                                   |                             |              |
|                                                                    | Château de Fontirou                           | Castella                  | |                                                                   |                             |              |
|                                                                    | Château du Fréchou                            | Fréchou                   | |                                                                   |                             |              |
|                                                                    | Château de Frégimont                          | Frégimont                 | |                                                                   |                             |              |
|                                                                    | Château de Frespech                           | Frespech                  | |                                                                   |                             |              |
|                                                                    | Château de Fumel                              | Fumel                     | | XIIIe siècle                                                      |                             |              |
| Ruine ou disparu                                                   | Château de Gavaudun                           | Gavaudun                  | | XIIe siècle                                                       |                             |              |
|                                                                    | Château de Gontaud-de-Nogaret                 | Gontaud-de-Nogaret        | |                                                                   |                             |              |
|                                                                    | Château de Goulens                            | Layrac                    | |                                                                   |                             |              |
| Renaissance                                                        | Château de la Grangerie                       | Lannes                    | Inscrit MH (1952) · Notice no PA00084144                                                                     | Moyen Âge, XVIe et XVIIe siècles                                  | 44° 02′ 19″ N, 0° 18′ 33″ E |              |
|                                                                    | Château de Guillery                           | Pompiey                   | |                                                                   |                             |              |
|                                                                    | Tour d'Hautefage                              | Hautefage-la-Tour         | | (château épiscopal)                                               |                             |              |
| Renaissance                                                        | Château d'Hordosse (d'Hordesse)               | Andiran                   | Notice no IA47000007                                                                                         | Moyen Âge, XVIe et XIXe siècles                                   | 44° 07′ 11″ N, 0° 16′ 42″ E |              |
|                                                                    | Château de Lacam                              | Massels                   | |                                                                   |                             |              |
| Classicisme, classique                                             | Château de Lacaze                             | Labastide-Castel-Amouroux | Inscrit MH (2008) · Notice no PA47000074                                                                     | XVIIe et XIXe siècles                                             | 44° 20′ 11″ N, 0° 06′ 33″ E |              |
|                                                                    | Château de Ladhuie                            | Montayral                 | |                                                                   |                             |              |
|                                                                    | Château de Lafox                              | Lafox                     | |                                                                   |                             |              |
|                                                                    | Château de Lagarde                            | Grateloup-Saint-Gayrand   | |                                                                   |                             |              |
|                                                                    | Château de Lagrange-Monrepos                  | Nérac                     | |                                                                   |                             |              |
|                                                                    | Château de Lahitte                            | Moncrabeau                | |                                                                   |                             |              |
| Manoir, gentilhommière                                             | Château de Lamassas                           | Hautefage-la-Tour         | Notice no IA47002929                                                                                         | XVIIIe siècle                                                     | 44° 20′ 13″ N, 0° 45′ 46″ E |              |
|                                                                    | Château de Lamothe                            | Villeneuve-sur-Lot        | |                                                                   |                             |              |
| Classicisme, classique                                             | Château de Lanauze                            | Sainte-Marthe             | Inscrit MH (1978) · Notice no PA00084234                                                                     | XVIIIe siècle                                                     | 44° 24′ 50″ N, 0° 09′ 15″ E |              |
|                                                                    | Château de Lapoujade                          | Saint-Vite                | |                                                                   |                             |              |
|                                                                    | Château de Lassalle                           | Calignac                  | |                                                                   |                             |              |
| Classicisme, classique                                             | Château de Lassalle                           | Lannes                    | Notice no IA47001404                                                                                         | Moyen Âge, XVIIe et XIXe siècles                                  | 44° 01′ 32″ N, 0° 18′ 02″ E |              |
|                                                                    | Château de Lasserre                           | Lasserre                  | |                                                                   |                             |              |
|                                                                    | Château de Lafaurie                           | Villebramar               | |                                                                   |                             |              |
|                                                                    | Tour de Laugnac                               | Laugnac                   | |                                                                   |                             |              |
|                                                                    | Château de Lauzun                             | Lauzun                    | |                                                                   |                             |              |
|                                                                    | Château de Laval                              | Trentels                  | |                                                                   |                             |              |
|                                                                    | Château de Lunac                              | Aiguillon                 | |                                                                   |                             |              |
|                                                                    | Château de Lustrac                            | Trentels                  | |                                                                   |                             |              |
|                                                                    | Château de Madaillan                          | Madaillan                 | |                                                                   |                             |              |
|                                                                    | Château de Malvirade                          | Grézet-Cavagnan           | |                                                                   |                             |              |
|                                                                    | Château de Marcellus                          | Marcellus                 | |                                                                   |                             |              |
|                                                                    | Château de Massanès                           | Villeneuve-sur-Lot        | |                                                                   |                             |              |
|                                                                    | Château de Monbalen                           | Monbalen                  | |                                                                   |                             |              |
|                                                                    | Château de Mongaillard                        | Montgaillard-en-Albret    | |                                                                   |                             |              |
|                                                                    | Château de Monteton                           | Monteton                  | |                                                                   |                             |              |
|                                                                    | Château de Montluc                            | Estillac                  | |                                                                   |                             |              |
|                                                                    | Château de Muges                              | Damazan                   | |                                                                   |                             |              |
|                                                                    | Château de Nazelles                           | Caudecoste                | |                                                                   |                             |              |
|                                                                    | Château de Nérac                              | Nérac                     | |                                                                   |                             |              |
|                                                                    | Château de Noaillac                           | Penne-d'Agenais           | |                                                                   |                             |              |
| Renaissance                                                        | Château de Parron                             | Lannes                    | Notice no IA47001408                                                                                         | Moyen Âge, XVIe et XIXe siècles                                   | 44° 01′ 46″ N, 0° 15′ 42″ E |              |
|                                                                    | Château de Pech-Redon                         | Puymirol                  | |                                                                   |                             |              |
|                                                                    | Donjon de Péchon                              | Saint-Antoine-de-Ficalba  | |                                                                   |                             |              |
|                                                                    | Château de Pépinès                            | Hautefage-la-Tour         | | (castrum)                                                         |                             |              |
|                                                                    | Château de Perricard                          | Montayral                 | |                                                                   |                             |              |
| Néo-gothique                                                       | Château du Plantey                            | Labastide-Castel-Amouroux | | XIXe siècle                                                       | 44° 20′ 36″ N, 0° 06′ 42″ E |              |
|                                                                    | Château de Pomarède                           | Moncrabeau                | |                                                                   |                             |              |
|                                                                    | Château de Poudenas                           | Poudenas                  | |                                                                   |                             |              |
| Classicisme, classique                                             | Château de Poudepé                            | Lafitte-sur-Lot           | Notice no IA47002221                                                                                         | XVIIIe siècle                                                     | 44° 21′ 24″ N, 0° 24′ 09″ E |              |
|                                                                    | Manoir de Prades                              | Lafox                     | |                                                                   |                             |              |
|                                                                    | Château de Puycalvary                         | Dausse                    | |                                                                   |                             |              |
| Motte castrale ou féodale · Ruine ou disparu                       | Château de Puychagut                          | Saint-Astier              | |                                                                   | 44° 43′ 43″ N, 0° 16′ 48″ E |              |
|                                                                    | Château de Rigoulières                        | Saint-Sylvestre-sur-Lot   | |                                                                   |                             |              |
|                                                                    | Manoir de Rocail (de Rocal)                   | Penne-d'Agenais           | |                                                                   |                             |              |
|                                                                    | Château du Rodier                             | Monclar                   | |                                                                   |                             |              |
|                                                                    | Château de Rogé                               | Villeneuve-sur-Lot        | |                                                                   |                             |              |
| Château fort                                                       | Château des Rois ducs                         | Sauveterre-la-Lémance     | | XIIIe siècle,                                                     |                             |              |
|                                                                    | Château de Roquefère                          | Monflanquin               | |                                                                   |                             |              |
|                                                                    | Château de Roquefort                          | Roquefort                 | | XIIIe siècle                                                      |                             |              |
|                                                                    | Château de Roquepiquet                        | Verteuil-d'Agenais        | |                                                                   |                             |              |
|                                                                    | Demeure de Roudigou                           | Cuzorn                    | | XVIIe et XVIIIe siècles                                           |                             |              |
| Manoir, gentilhommière                                             | Manoir de Roumat                              | Lannes                    | Notice no IA47001411                                                                                         | XVIe et XVIIIe siècles                                            | 44° 02′ 03″ N, 0° 17′ 26″ E |              |
|                                                                    | Château Saint-Christau                        | Puch-d'Agenais            | |                                                                   |                             |              |
|                                                                    | Château Saint-Denis                           | Sauveterre-Saint-Denis    | | [ 1 ]                                                             |                             |              |
|                                                                    | Château de Saint-Pastour                      | Saint-Pastour             | |                                                                   |                             |              |
|                                                                    | Château de Saint-Pau                          | Sos                       | |                                                                   |                             |              |
|                                                                    | Château de Saint-Quentin                      | Saint-Quentin-du-Dropt    | |                                                                   |                             |              |
|                                                                    | Château Saint-Sauveur                         | Lafitte-sur-Lot           | |                                                                   |                             |              |
|                                                                    | Château de Saint-Sulpice                      | La Sauvetat-sur-Lède      | |                                                                   |                             |              |
|                                                                    | Château de Seguinot                           | Nérac                     | |                                                                   |                             |              |
|                                                                    | Tour du Roy de Sainte-Livrade-sur-Lot         | Sainte-Livrade-sur-Lot    | |                                                                   |                             |              |
|                                                                    | Château de Sainte-Marthe                      | Sainte-Marthe             | |                                                                   |                             |              |
|                                                                    | Château de Sangruères                         | Villeneuve-sur-Lot        | |                                                                   |                             |              |
|                                                                    | Château du Sendat                             | La Réunion                | |                                                                   |                             |              |
|                                                                    | Manoir du Suquet                              | Allez-et-Cazeneuve        | |                                                                   |                             |              |
|                                                                    | Château de la Sylvestrie                      | Villeneuve-sur-Lot        | |                                                                   |                             |              |
|                                                                    | Château de Tasta                              | Nérac                     | |                                                                   |                             |              |
|                                                                    | Château de Théobon                            | Loubès-Bernac             | |                                                                   |                             |              |
|                                                                    | Château de Tombebouc                          | Allez-et-Cazeneuve        | |                                                                   |                             |              |
|                                                                    | Château de la Tour de Rance                   | Bourran                   | |                                                                   |                             |              |
|                                                                    | Château de Touzeau                            | Allez-et-Cazeneuve        | |                                                                   |                             |              |
|                                                                    | Château de Trenqueléon                        | Feugarolles               | |                                                                   |                             |              |
|                                                                    | Château du Trichot                            | Thézac                    | |                                                                   |                             |              |
|                                                                    | Château de Verteuil                           | Verteuil-d'Agenais        | |                                                                   |                             |              |
| Renaissance                                                        | Château de Villeneuve-de-Mézin                | Lannes                    | Notice no IA47001413                                                                                         | XVIe et XVIIe siècles                                             | 44° 01′ 00″ N, 0° 14′ 52″ E |              |
|                                                                    | Château de Virazeil                           | Virazeil                  | |                                                                   |                             |              |
|                                                                    | Château de Xaintrailles                       | Xaintrailles              | | XIIe siècle                                                       |                             |              |